# Compsopogonals
Les compsopogonals (Compsopogonales) constitueixen un ordre d'algues vermelles d'aigua dolça.
Segons anàlisis genètiques basades en els gens rcbL i 18S ribosomal, les compsopogonals formen una entitat vàlida que inclou les famílies de les bolidàcies, compsopognàcies i eritrotriquiàcies.